# DirectBand
DirectBand, connu sous la marque MSN Direct, est un système de radiodiffusion de données conçu et géré par Microsoft en Amérique du Nord. Il utilise une sous-porteuse[Quoi ?] des stations de radiodiffusion FM, et diffuse dans plus de 100 villes des services tels que des informations sur les stations radio, la météo, le trafic routier, les cours de bourse, etc. Les récepteurs sont divers : récepteurs GPS, montres, stations météo, etc.
Le service a été lancé au début 2004. Le 26 octobre 2009, Microsoft a annoncé que le service Directband / MSN Direct serait arrêté le 1er janvier 2012. Le communiqué fait état d'une concurrence forte d'autres moyens de transmission de données numériques : Wi-Fi, téléphonie mobile, RDS.

## Fonctionnement

Spectre d'une modulation de radiodiffusion FM, avec stéréo, RDS et DirectBand.

### Description technique
DirectBand utilise une sous-porteuse à 67,65 kHz, louée par Microsoft aux radiodiffuseurs. Elle est modulée par des données numériques à 11,5 kbit/s.
DirectBand utilise plusieurs méthodes de correction d'erreur de type FEC pour détecter les erreurs et, dans une certaine mesure, reconstituer les messages abîmés :
- Algorithme de Viterbi pour détecter des erreurs de taille limitée mais relativement fréquentes ;
- l'entrelacement et le code de Reed-Solomon pour détecter les erreurs de taille importante mais moins fréquentes, qui sont susceptibles d'affecter les récepteurs mobiles ;
- un code LDPC pour corriger les erreurs dans les grands paquets de données.

Après correction d'erreur, le débit utile est de 10,5 kbit/s.
DirectBand repose sur une infrastructure à clés publiques, dans laquelle les émetteurs de données ainsi que les récepteurs individuels possèdent des clés. DirectBand utilise les algorithmes cryptographiques XTEA et RSA pour chiffrer et signer certaines données. Ceci permet :
- de chiffrer des données privées à destination d'un récepteur unique, de façon à lui permettre d'accéder à des services sur abonnement uniquement, de transmettre des messages privés, de désactiver les récepteurs volés ;
- de signer les données transmises, de façon que les récepteurs s'assurent de la validité de la source.

### Comparaison avec le RDS
DirectBand et le radio data system (RDS) transmettent des données numériques sur une sous-porteuse des radios FM. RDS utilise une portion du spectre qui se trouve immédiatement au-dessus du signal stéréo, entre 55 et 59 kHz. DirectBand utilise une bande passante beaucoup plus large, entre 59 et 75 kHz : il peut donc proposer un débit plus élevé. Selon Microsoft, les algorithmes détecteurs et correcteurs d'erreur utilisés par DirectBand sont plus performants que celui du RDS.
DirectBand propose en standard des mécanismes pour chiffrer et signer les données, ce qui n'est pas disponible de base pour le RDS.
DirectBand et le RDS peuvent coexister sur la même station, sans se brouiller mutuellement.

## Récepteurs
Il existe de nombreux récepteurs DirectBand. Ils utilisent tous un récepteur minature (2.794 mm x 2.794 mm x 860 µm), et éventuellement un microprocesseur ARM7.
Les premiers récepteurs DirectBand étaient des montres. Leur succès fut mitigé, elles n'ont jamais répondu aux attentes, et la série a été arrêtée en 2008. Récemment, plusieurs autres applications ont été lancées, en particulier sur le marché des informations locales et trafic, notamment des récepteurs GPS de voitures Garmin et Avis. Ces produits sont en compétition directe avec les services qui utilisent RDS, comme RDS-TMC.

## Développement
DirectBand a été développé par l'équipe SPOT (Smart Personal Objects Technology) de Microsoft. La partie matérielle a été conçue par SCA Data Systems à Santa Monica, pour le compte de Microsoft.

## Technologies comparables
- Radio data system, RDS
- Data Radio Channel, DARC